# Saverio Bettinelli

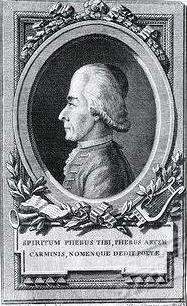
Porträt des Saverio Bettinelli

Saverio Bettinelli (* 18. Juli 1718 in Mantua; † 13. September 1808 ebenda) war ein italienischer Schriftsteller, Dichter, Kritiker und Historiker.

## Leben
Nach einer sorgfältig geleiteten Erziehung und im Jesuitencollegium zu Bologna unterrichtet, trat Saverio Bettinelli 1736 in den Orden derselben ein und erhielt nach längerer Zurückgezogenheit im Jahre 1739 die Lehrerstelle an der Jesuitenschule zu Brescia. Seine literarische Tätigkeit begann er mit dem Gedicht „Il mondo della luna,“ das er für die von Cardinal Angelo Maria Querini und den Schülern des Abbate Domenico Lazzarini errichtete Akademie in Brescia schrieb. Nach fünfjährigem Aufenthalt in Brescia ging Bettinelli nach Bologna, wo er viele literarische Anregungen fand und ein verunglücktes Trauerspiel, „Jonathan“, verfasste. Nachdem er 1748 die Professur der Rhetorik in Venedig versehen und einige Zeit zurückgezogen gelebt hatte, wendete er sich, von seiner Neigung getrieben, entschieden dem weltlichen Treiben zu und fand 1751 als Direktor des adeligen Collegiums zu Parma eine ihm zusagende Anstellung. Bettinelli leitete von 1751 bis 1759 die historischen und schönwissenschaftlichen Studien an dem adligen Collegium zu Parma. 1755 unternahm er eine große Reise durch Deutschland und Frankreich und kehrte erst 1759 zurück. Nachdem er sich längere Zeit in Verona aufgehalten hatte, wurde er Professor der Beredsamkeit in Modena, zog sich aber nach der Aufhebung seines Ordens 1773 in seine Vaterstadt zurück, wo er sich ganz seinen literarischen Arbeiten widmete.

## Werke

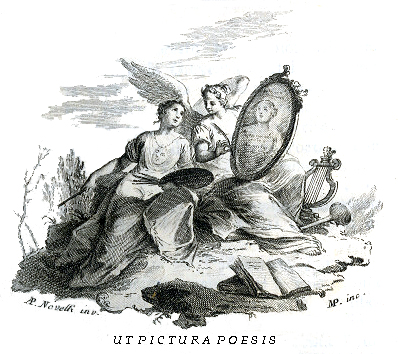
Saverio Bettinelli, Illustrazioni de Dieci lettere di Publio Virgilio Marone. Scritte dagli Elisj all'Arcadia di Roma sopra gli abusi introdutti nella poesia italiana, Modesto Fenzo, Venezia 1758

Bettinelli war ein sehr produktiver Schriftsteller. Sein Hauptwerk ist „Il risorgimento d’Italia negli studj, nelle arti e ne’ costumi dopo il mille“ (Bassano 1775, 2 Bde.), eine zwar nicht erschöpfende, aber doch auf umfangreichen Quellenstudien beruhende Geschichte der italienischen Kultur seit dem 11. Jahrhundert. Seine „Lettere dieci di Virgilio agli Arcadi“, die Dante angriffen, riefen zahlreiche Entgegnungen hervor. Seine Schrift „Dell’entusiasmo delle belle arti“ (Mail. 1769; deutsch von Werthes, Bern 1778) ist hochtrabend und kann nicht erwärmen. Seine Dramen fanden wenig Beifall, und seine Gedichte sind platt und schwülstig. Eine von ihm selbst besorgte Ausgabe seiner „Opere“ erschien Venedig 1799–1801, 24 Bde.

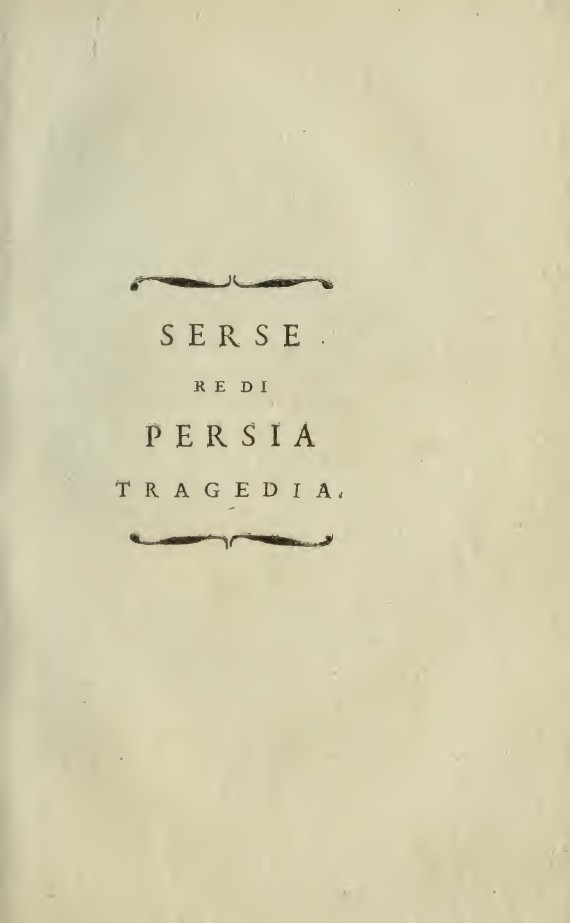
Serse re di Persia, 1800

- Saverio Bettinelli, Dieci Lettere di Publio Virgilio Marone scritte dagli Elisi all’Arcadia di Roma sopra gli abusi introdotti nella poesia italiana, Venezia, Fenzo, 1758
- Saverio Bettinelli, Dodici Lettere Inglesi sopra varii argomenti e sopra la letteratura italiana, Venezia, Pasquali, 1766
- Tragedie di Saverio Bettinelli della Compagnia di Gesù con la traduzione della Roma salvata di Mr de Voltaire e una cantata per la venuta dell’Imperador a Roma dedicate all’Altezza Reale della Serenissima Principessa Maria Beatrice Ricciarda d’Este Arciduchessa d’Austria, Bassano, Remondini, 1771
- Opere edite e inedite in prosa e in versi dell’abate Saverio Bettinelli, Venezia, Presso Adolfo Cesare, 1799–1801, 24 Bde.
- Del Risorgimento d’Italia negli studj, nelle arti, e ne’ costumi dopo il mille dell’abate Saverio Bettinelli, Venezia, Remondini, 1786
- Delle lettere e delle arti mantovane, Mantova, Pannozzi, 1774
- Saverio Bettinelli: Ragionamenti. Adolfo Cesare, Venezia 1799 (italienisch, beic.it).
- Saverio Bettinelli: Accademiche dissertazioni su la poesia scritturale. Adolfo Cesare, Venezia 1800 (italienisch, beic.it).
- Saverio Bettinelli: Sull’eloquenza. Adolfo Cesare, Venezia 1801 (italienisch, beic.it).
- Saverio Bettinelli: Delle lettere e delle arti mantovane. Adolfo Cesare, Venezia 1800 (italienisch, beic.it).
- Saverio Bettinelli: Serse re di Persia. Adolfo Cesare, Venezia 1800 (italienisch, beic.it).
- Saverio Bettinelli: Dell’entusiasmo delle belle arti. 1. 1. presso Adolfo Cesare, Venezia 1799 (italienisch, beic.it).
- Saverio Bettinelli: Dell’entusiasmo delle belle arti. 2-3. 2. presso Adolfo Cesare, Venezia 1799 (italienisch, beic.it).
- Saverio Bettinelli: Über den Enthusiasmus der schönen Künste. Typographischen Gesellschaft, Bern 1778 (google.it).
- Saverio Bettinelli: Dialoghi d’amore. 1. 1. presso Adolfo Cesare, Venezia 1799 (italienisch, beic.it).
- Saverio Bettinelli: Dialoghi d’amore. 2. 2. presso Adolfo Cesare, Venezia 1799 (italienisch, beic.it).
- Saverio Bettinelli: Discorso sopra la poesia italiana. presso Adolfo Cesare, Venezia 1800 (italienisch, beic.it).
- Saverio Bettinelli: Lettere 20 di una dama ad una sua amica su le belle arti. presso Adolfo Cesare, Venezia 1800 (italienisch, beic.it).
- Saverio Bettinelli: Lettere a Lesbia Cidonia sopra gli epigrammi. 1-21. 1. presso Adolfo Cesare, Venezia 1801 (italienisch, beic.it).
- Saverio Bettinelli: Lettere a Lesbia Cidonia sopra gli epigrammi. 22-25. 2. presso Adolfo Cesare, Venezia 1801 (italienisch, beic.it).
- Saverio Bettinelli: Lettere di Virgilio e inglesi. presso Adolfo Cesare, Venezia 1800 (italienisch, beic.it).